# أبريل
- السبت
- الأحد
- الاثنين
- الثلاثاء
- الأربعاء
- الخميس
- الجمعة

- 2929 رمضان 1446  هـ
- 301 شوال 1446  هـ
- 312 شوال 1446  هـ
- 13 شوال 1446  هـ
- 24 شوال 1446  هـ
- 35 شوال 1446  هـ
- 46 شوال 1446  هـ
- 57 شوال 1446  هـ
- 68 شوال 1446  هـ
- 79 شوال 1446  هـ
- 810 شوال 1446  هـ
- 911 شوال 1446  هـ
- 1012 شوال 1446  هـ
- 1113 شوال 1446  هـ
- 1214 شوال 1446  هـ
- 1315 شوال 1446  هـ
- 1416 شوال 1446  هـ
- 1517 شوال 1446  هـ
- 1618 شوال 1446  هـ
- 1719 شوال 1446  هـ
- 1820 شوال 1446  هـ
- 1921 شوال 1446  هـ
- 2022 شوال 1446  هـ
- 2123 شوال 1446  هـ
- 2224 شوال 1446  هـ
- 2325 شوال 1446  هـ
- 2426 شوال 1446  هـ
- 2527 شوال 1446  هـ
- 2628 شوال 1446  هـ
- 2729 شوال 1446  هـ
- 2830 شوال 1446  هـ
- 291 ذو القعدة 1446  هـ
- 302 ذو القعدة 1446  هـ
- 13 ذو القعدة 1446  هـ
- 24 ذو القعدة 1446  هـ

- يناير
- فبراير
- مارس
- أبريل
- مايو
- يونيو
- يوليو
- أغسطس
- سبتمبر
- أكتوبر
- نوفمبر
- ديسمبر

أبريل أو نَيْسان هو الشهر الرابع في السنة في التقويم الجريغوري وأحد الأربعة الشهور التي تتكوَّن من 30 يومًا.
يبدأ أبريل في (علم التنجيم) عندما تكون الشمس في برج الحمل وينتهي في برج الثور. وفلكيًا عندما تبدأ الشمس في برج الحوت وتنتهي في برج الحمل.
أتى اسم هذا الشهر من الاسم اللاتيني aprilis، وذالك إما من كلمة aperire التي تعني التفتح، في إشارة كما يبدو لمظاهر الربيع التي تظهر في هذا الشهر، أو من الكلمة الإتروسكية آپرو، التي تعني إله الحب آفروديت. وفي بلاد الشام والعراق يسمى إبريل نيسان، وهذا اسم دخل على اللغة الآرامية من اللغة الأكادية، وأصل الكلمة السومرية "نيسانْگ"، وتعني الباكورة (ني = شيء، سانْگ = رأس، أول). ويسمى أفريل في تونس والجزائر.
في التقويم المصري يسمى برمودة. وفي بلدان المغرب العربي يسمّى شهر إبريل يبرير حسب التقويم الفلاحي، إلا أن بداية شهر يبرير تختلف عن بداية شهر أبريل.
كان إبريل هو الشهر الثاني في السنة في التقويم الروماني وكان يتكون من 29 يوم. حتى قام يوليوس قيصر ببدء التقويم اليوليوسي عام 45 قبل الميلاد

## أبريل في الشعر
تأثر الشعراء بشهر إبريل حيث إتفقوا أنه نهاية الشتاء، ولكن لم يتفقوا على معنى ذلك.
- الأقوال المأثورة.

أمطار إبريل القليلة تأتي بزهور مايو.
- حكايات كانتربري حيث وجد جفري شوسر في شهر إبريل سبب للاحتفال:

Whan that April with his showres soote (that is, sweet)
The droughte of March hath perced to the roote,
And bathed every veine in swich licour,
Of which vertu engendred is the flowr; (ll. 1-4)
Modernized for The Norton Anthology of English Literature

- بينما قام تى إس إيليوت بافتتاح الأرض المفقودة بلمحة تهكمية على شوسر:

April is the cruellest month, breeding
Lilacs out of the dead land, mixing
Memory and desire, stirring
Dull roots with spring rain.

- إندا سانت فينسينت ميللاى، بكتابة قصيدة الربيع:

:To what purpose, April, do you return again?
Beauty is not enough.
You can no longer quiet me with the redness
Of little leaves opening stickily.
I know what I know.
The sun is hot on my neck as I observe
The spikes of the crocus.
The smell of the earth is good.
It is apparent that there is no death.
But what does that signify?
Not only under ground are the brains of men
Eaten by maggots.
Life in itself
Is nothing,
An empty cup, a flight of uncarpeted stairs.
It is not enough that yearly, down this hill,
April
Comes like an idiot, babbling and strewing flowers.

## مآسي شهر أبريل
يعرف شهر أبريل برابطته القريبة بالحروب؛ فيوجد عدد كبير من الحروب بدأت أو انتهت في إبريل، كما أن العديد من قادة الحروب ولدوا في إبريل (مثل هتلر).
وبنظرة سريعة على حروب أبريل نجد:
- بداية الثورة الأمريكية (18-19 إبريل 1775).
- الحرب الأهلية الأمريكية (تقريبا 5 إبريل 1865).
- الحرب العالمية الثانية(استسلام ألمانيا - إبريل 1945).

بعض الأحداث المأساوية التي حدثت في إبريل:
- اغتيال الرئيس الأمريكي إبراهام لينكون (14 إبريل 1865)
- زلزال سان فرانسيسكو (18 إبريل 1906)
- المجزرة الأرمنية (24 أبريل 1915)
- غرق السفينة تيتانيك (14-15 إبريل 1912)
- اغتيال مارتن لوثر كنج (4 إبريل 1968)
- الإعصار المدمر الكبير (3-4 إبريل 1974)
- كارثة شيرنوبل النووية (26 إبريل 1986)
- النهاية الدموية للحصار في واكو تكساس (19 إبريل 1993)
- انفجار مدينة أوكلاهوما (20 إبريل 1999)
- سقوط بغداد بيد الاحتلال الأمريكي (09 إبريل 2003)
- موت البابا يوحنا بولس الثاني (2 إبريل 2005)
- موت المصارعة شينا (20 إبريل 2016)
- بداية اشتباكات السودان (23 إبريل 2023)

## نبذات
- يبدأ إبريل في نفس اليوم من الإسبوع مثل يوليو، وفي السنين الكبيسة يبدأ في نفس اليوم من الإسبوع مثل يناير.
- زهرة أبريل هي الأقحوان.
- حجر أبريل هو الماس.

## أحداث إبريل

### الأحداث خلال الشهر
- شهر آكلي الشيكولاتة
- شهر العشب
- شهر الحيوانات الأليفة
- شهر التحكم في السرطان
- شهر منع سوء الاستخدام للأطفال
- شهر الجيتار الدولي
- شهر المحافظة على جمال أمريكا
- شهر تعلم الرياضيات
- شهر الاتصال مع الثقافات
- شهر الحدائق القومي (أمريكا)
- شهر تحسين المنازل القومي (أمريكا)
- شهر الفكاهة القومي (أمريكا)
- شهر المعالجة النفسية
- شهر اللحام القومي (أمريكا)
- شهر ايقاف القسوة على الحيوانات
- شهر تجمع جامعي الطوابع
- شهر التوعية بالأمراض التناسلية
- شهر الغذاء القومي (أمريكا)
- شهر التوعية بأخطار الضغوط
- شهر التوعية بأخطار الكحولات
- شهر هواة الراديو القومي (أمريكا)
- شهر الطماطم القومي (أمريكا) بفلوريدا
- شهر الأطفال الصغار
- شهر الأعمال الخشبية
- شهر جنود البحرية
- شهر التركة التايلاندية
- شهر خدمة المجتمع (كاليفورنيا-أمريكا)

### الأحداث خلال الأسبوع
الأسبوع الأول من إبريل:
- تفتح ثمار الكريز
- أسبوع الأقزام
- أسبوع الأطفال الصغار
- أسبوع شهر الوحشية (متعلق بالعفاريت)
- أسبوع قبعات الفراولة
- أسبوع الخبز القومي (أمريكا) يبدأ يوم الإثنين
- أسبوع المسيحية
- أسبوع قراءة خرائط الطريق
- إسبوع القبعات

الأسبوع الثاني من إبريل:
- أسبوع العطف على الحيونات
- أسبوع دوري أساتذة الجولف
- أسبوع المعامل الطبية القومي (أمريكا)
- أسبوع الممتلكات الخاصة (10-16)
- أسبوع الانسجام
- أسبوع الحدائق القومي (أمريكا)
- أسبوع إغلاق التليفزيونات
- أسبوع الجيتار القومي (أمريكا)
- أسبوع تأمين المنشأت القومية (أمريكا)
- أسبوع تأمين المنازل القومي (أمريكا)

الأسبوع الثالث من إبريل:
- أسبوع المكتبات
- أسبوع البوليس القومي (أمريكا)
- أسبوع الوعية بأخطار الارتحال
- أسبوع نادي الأولاد والبنات
- أسبوع علم الفلك (يحدد غالبا بكمال الربع الأول للقمر)
- أسبوع العملات القومي (أمريكا)
- أسبوع تأمين الدراجات
- أسبوع اللبان
- أسبوع المحيط القومي (أمريكا)
- أسبوع حقوق ضحايا الجرائم القومي (أمريكا)
- أسبوع التطوع للأعمال الخيرية القومي (أمريكا)
- أسبوع ألعاب منطقة القطب التقليدية

الأسبوع الأخير من إبريل:
- أسبوع الغابات
- أسبوع ملابس النساء التحتية القومي (أمريكا)
- أسبوع الألفة الكدني-الأمريكي
- أسبوع تقدير الأخوة/الأخوات الأكبر سنا
- أسبوع حماية المستهلكين
- أسبوع التليفزيون المجاني القومي (أمريكا)
- أسبوع المزارع
- أسبوع إبقاء أمريكا جميلة
- أسبوع الرجال الصغار القومي (أمريكا)
- أسبوع السكرتيرة المحترفة
- أسبوع التوعية بالسماء
- أسبوع التواصل بين الأجيال
- أسبوع القراءة ممتعة
- أسبوع الكفل الصغير
- أسبوع سلطة البيض
- أسبوع تقدير المدرسين (يبدأ يوم الإثنين)

## الإجازات المتحركة خلال إبريل
الأحد الأول
- نظام التوقيت الصيفي بالولايات المتحدة.
- يوم بودا هاواي
- ويساك (يوم ميلاد بودا)

السبت الأول
- سوق السبت (أوريجن)

السبت الأول قبل الخامس من إبريل
- أسبوع الضرائب (بريطانيا)

الخميس الأول
- مهرجان جلاروس (سويسرا)

الجمعة الأولى
- يوم زرع الأشجار (الأباتشي، نافاجو. كوكونينو، موهافى، يافاباي، أريزونا) "الهنود الأمريكيين"

الجمعة بعد الأول من أبريل
- يوم الطلبة الحكومي (ماسوشيستوس)

الجمعة الثانية
- يوم أدوبون

الأحد الثالث والإثنين الثالث
- مهرجان الأجراس الستة (سويسرا)

الإثنين الثالث
- اليوم الوطني (ماين، ماساتشوستس)
- ماراثون بوسطن

الخميسي من (19-26)
- اليوم الأول للصيف (أيسلندا)

السبت الأقرب ليوم سان جورج (23)
- يوم الفشار (برمودا)

الإثنين الأقرب ليوم الاحتفال بسان جورج (23)
- عيد سان جورج (نيو فوند لاند)

الأحد بعد اكتمال القمر بعد الاعتدال الربيعي التالي لعيد الفصح
- يوم الإشراق (اليونان)

الإثنين الرابع
- يوم الصوم (نيو هامبشاير)

الخميس الرابع
- يوم أخذ بناتنا للعمل

العطلة الأسبوعية الرابعة
- قم بالصلاة لا إجازات

الإثنين الأخير
- يوم الذكرى الفيدرالي (ألاباما، ميسيسيبي)

الجمعة الأخيرة
- يوم زراعة الأشجار
- يوم الطيور

الأربعاء بأخر إسبوع كامل بالشهر
- يوم السكرتيرة المحترفة

## إجازات إبريل غير المحددة
اكتمال القمر في الشهر البوذي السادس (أبريل/مايو)
- فيساك

دخول الشمس في برج الحمل
- السنة الشمسية الجديدة (آسيا الغربية)
- أكا ثينجيان (بورما)
- أكا سونجكران (تايلاند)

من (10-15) للشهر القمري الثاني
- بارو تسيكو (بوتان)

خلال شهر الزراعة (أبريل/مايو)
- تاى وارا (مالى)

بداية أبريل لأخر يوليو
- بداية الصيف الأوليمبي

آخر أبريل أو مايو
- ألب أوف زوج (سويسرا)

قبل أول سقوط مطر (أبريل/مايو)
- بابو ماسكويراد (بوركينا فاسو)

أحيانا في إبريل
- أحد الزعف - المسيحية
- أحد الزعف - المسيحية (أمريكا)
- الجمعة الطيبة - المسيحية
- عيد الفصح - المسيحية
- عيد الفصح - اليهودية